# Прісноводний краб (срібна монета)
«Прісново́дний краб» — срібна пам'ятна монета номіналом десять гривень, випущена Національним банком України. Присвячена реліктовому виду — єдиному представнику родини прісноводних крабів (Potamidae) у фауні України. Прісноводний краб — єдиний вид роду Potamon на території України, де представлений реліктовим підвидом Potamon ibericum tauricum Czernjavski, 1884, ендеміком Криму. Його занесено до Червоної книги України.
Монету було введено в обіг 2 серпня 2000 року. Вона належить до серії «Флора і фауна».

## Опис монети та характеристики
| Номінал грн. | Метал            | Маса, грам   | Діаметр, мм. | Якість виготовлення | Гурт     | Тираж, штук |
| ------------ | ---------------- | ------------ | ------------ | ------------------- | -------- | ----------- |
| 10           | срібло 925 проби | 31,1 / 33,62 | 38,61        | пруф                | рифлений | 5 000       |

### Аверс
На аверсі монет в обрамленні вінка, утвореного із зображень окремих видів флори і фауни, розміщено малий Державний Герб України, логотип Монетного двору і написи: На монеті із срібла — «УКРАЇНА» / «10» / «ГРИВЕНЬ» / «2000» та позначення металу Ag 925, вага у чистоті — 31,1.

### Реверс

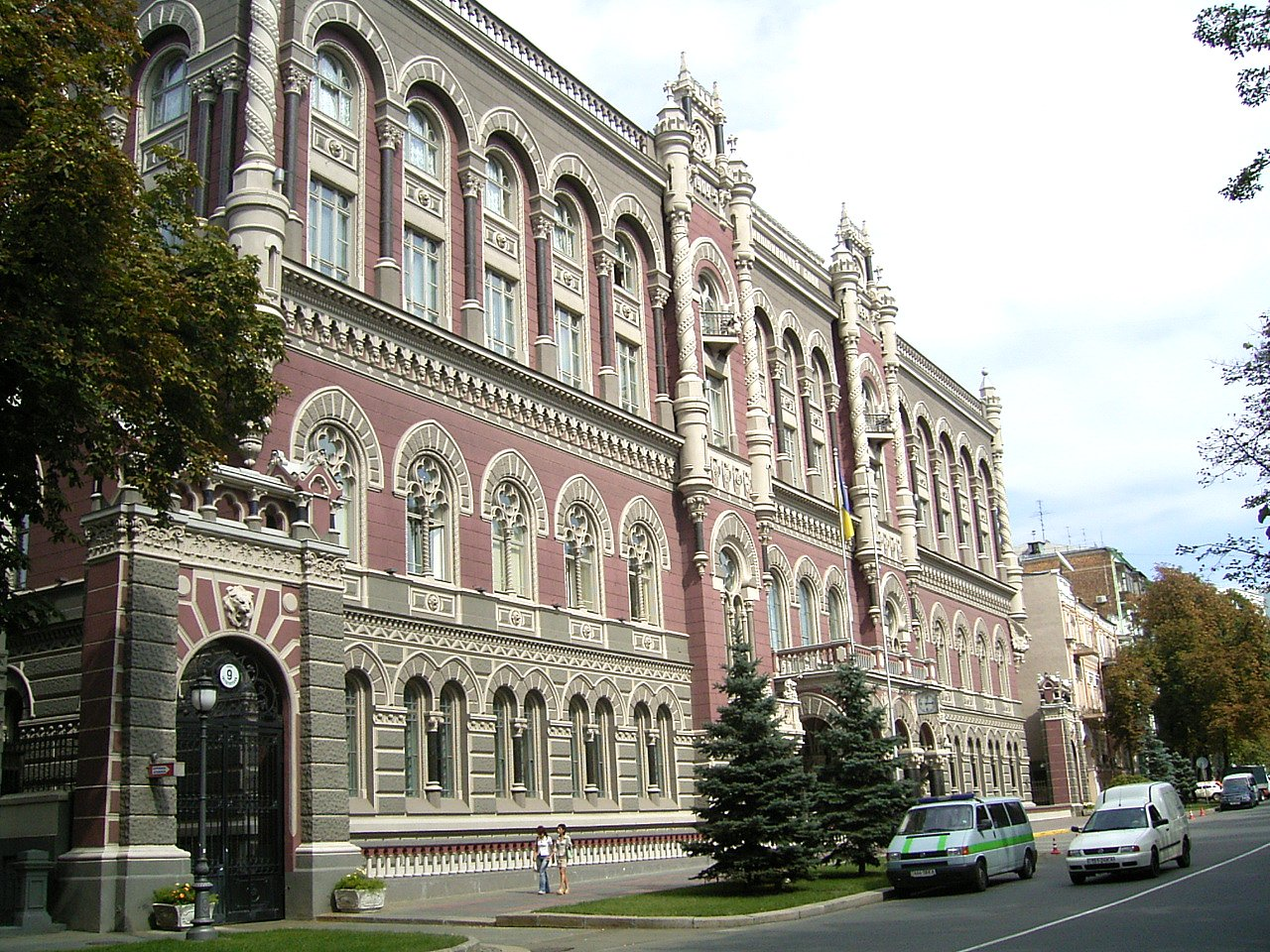
Будівля Національного банку України

На реверсі монет розміщено зображення прісноводного краба з равликом у водоростях та кругові написи: «ПРІСНОВОДНИЙ КРАБ» / «POTAMON TAURICUM».

## Автори
- Художник — Дем'яненко Володимир.
- Скульптор — Дем'яненко Володимир.

## Вартість монети
Ціна монети — 575 гривень була вказана на сайті НБУ в 2013 році.
Фактична приблизна вартість монети з роками змінювалася так:
| Рік        | 2010  | 2011  | 2012  | 2013  | 2014  | 2015  | 2016  | 2017  | 2018  | 2019  | 2020  | 2021  | 2022  | 2023  | 2024  | 2025  |
| ---------- | ----- | ----- | ----- | ----- | ----- | ----- | ----- | ----- | ----- | ----- | ----- | ----- | ----- | ----- | ----- | ----- |
| Ціна, грн. | 1 500 | 1 500 | 1 500 | 1 500 | 1 100 | 1 130 | 1 800 | 2 250 | 1 800 | 1 950 | 1 650 | 2 000 | 2 150 | 2 800 | 4 100 | 5 000 |